# Receptor de dopamina D2
El receptor de dopamina D2, también conocido como RD2, es una proteína asociada a la membrana de varias células cerebrales. El RD2 es el principal receptor de la mayoría de los fármacos antipsicóticos. 
Después de que el trabajo del laboratorio de Paul Greengard sugiriera que los receptores de dopamina eran el sitio de acción de los fármacos antipsicóticos, varios grupos científicos utilizaron un fármaco antipsicótico radiomarcado para identificar lo que ahora se conoce como el receptor de dopamina D2. En humanos es codificada por el gen DRD2 Se ha determinado la estructura de DRD2 en complejo con el antipsicótico atípico risperidona.

## Función
Los receptores D2 están acoplados al subtipo Gi de la proteína G de la membrana citoplasmática. Este receptor acoplado a proteína G inhibe la actividad de la adenilil ciclasa en el interior celular.
En ratones, la regulación de la expresión sobre la superficie celular del RD2 es lograda por el sensor de calcio neuronal-1 (NCS-1) en la circunvolución dentada y está asociada en el sentido de exploración, la plasticidad sináptica y la formación de memorias. Varios estudios de investigación han demostrado funciones potenciales para el RD2 en la recuperación de recuerdos relacionados al miedo a nivel de la corteza prelímbica y en el aprendizaje de procesos de discriminación en el núcleo accumbens.
En moscas, se ha notado que la activación del autorreceptor D2 protegió a las neuronas de dopamina de la muerte celular inducida por MPP+, una toxina con efectos que imitan la patología de la enfermedad de Parkinson.
Si bien los niveles óptimos de dopamina favorecen la estabilización cognitiva del RD1, es el RD2 el que sirve de mediador en la flexibilidad cognitiva en los humanos.

## Isoformas
El empalme alternativo de este gen da como resultado tres variantes de la transcripción genética que codifican diferentes isoformas de la proteína.
La forma larga (D2Lh) tiene la secuencia "canónica" o clásica de la proteína y funciona como un receptor postsináptico estádar. La forma abreviada del receptor (D2Sh) es presináptica y funciona como un autorreceptor que regula los niveles de dopamina en la hendidura sináptica. El agonismo de los receptores D2sh inhibe la liberación de dopamina. Por el otro lado, el antagonismo a D2sh aumenta la liberación dopaminérgica. Una tercera forma D2 (más larga) difiere de la secuencia canónica donde el aminoácido 270V se ve reemplazada por VVQ.

## Formas activas e inactivas
Los confórmeros RD2 se equilibran entre dos estados totalmente activos (RD2alto) e inactivos (RD2bajo), al formar un complejo con un ligando agonista y antagonista, respectivamente.
En 2018 se reportó un isómero conformacional monomérico inactivo del RD2 formando unión con la risperidona (PDB ID: 6CM4). Sin embargo, la forma activa que generalmente se une a un agonista aún no está disponible como fármaco y en la mayoría de los estudios se implementa el modelado de homología de la estructura en vez de la isomería conformacional. La diferencia entre el receptor acoplado a proteína G activo e inactivo se observa principalmente como cambios conformacionales en la mitad citoplasmática de la estructura, particularmente en los dominios transmembrana (TM) 5 y 6. Las transiciones conformacionales ocurridas en los extremos citoplasmáticos del receptor se deben al acoplamiento con la proteína G al bucle citoplasmático entre los dominios TM5 y 6.
Se observó que los ligandos agonistas o antagonistas del RD2 revelaron mejores afinidades de unión dentro del dominio de unión a ligandos del RD2 activo en comparación con el estado inactivo. Demostró que el dominio de unión al ligando del RD2 se ve afectado por los cambios conformacionales que ocurren en los dominios citoplasmáticos de los dominios TM5 y 6. En consecuencia, la activación del RD2 refleja una cooperación positiva en el dominio de unión al ligando.
En los estudios de descubrimiento de fármacos para calcular las afinidades de unión de los ligandos al RD2 dentro del dominio de unión, se toma en cuenta la estructura conformacional del receptor. Se sabe que se recomienda utilizar los estados completamente activos e inactivos para los estudios de los efectos agonista y antagonista, respectivamente.
Cualquier alteración en el equilibrio de los estados del RD2, que provoque problemas en la transferencia de señales entre los sistemas nerviosos, puede conducir a diversos trastornos graves, como la esquizofrenia, el autismo y la enfermedad de Parkinson. Para controlar estos trastornos, el equilibrio entre los estados del RD2 se controla implementando ligandos agonistas y antagonistas al receptor. En la mayoría de los casos, se observó que los problemas relacionados con los estados alterados del RD2 pueden tener raíces genéticas y controlados por terapias farmacológicas. Hasta el momento, no existe un tratamiento determinado para estos trastornos mentales.
Hay un sitio de unión ortostérico (por sus siglas en inglés, OBS), así como un bolsillo de unión secundario (SBP) en el receptor de dopamina 2. La interacción con el SBP es un requisito para la farmacología alostérica. El compuesto SB269652 es un modulador alostérico negativo del RD2.
Se observó que el RD2 existe en formas diméricas u oligómeros de orden superior. Existen algunas evidencias experimentales y de modelado molecular que demostraron que los monómeros del RD2 se entrecruzan desde sus dominios TM4 y TM5 para formar confórmeros diméricos.

## Genética
Variantes alélicos :
- A-241G
- C132T, G423A, T765C, C939T, C957T y G1101A[21]
- Cys311Ser
- -141C inserción/deleción[22] Los polimorfismos se han investigado con respecto a la asociación con la esquizofrenia.[23]

Algunos investigadores han asociado previamente el polimorfismo Taq 1A (rs1800497) al gen DRD2. Sin embargo, el polimorfismo reside en el exón 8 del gen ANKK1. Se ha informado que el polimorfismo TaqIA del gen DRD2 está asociado con un mayor riesgo en desarrollar fluctuaciones motoras pero no alucinaciones en la enfermedad de Parkinson. Se encontró que una variante de empalme en el receptor de dopamina D2 (identificado como rs1076560) estaba asociada con la discinesia tardía de las extremidades y la disminución del factor de expresión de la escala de síndrome positivo y negativo (PANSS) en sujetos con esquizofrenia.

## Ligandos
La mayoría de los fármacos antipsicóticos de mayor antigüedad, como la clorpromazina y el haloperidol, son antagonistas del receptor de dopamina D2, pero son, por lo general, muy poco selectivos, en el mejor de los casos selectivos solo para receptores de la familia similar a la D2 y, por lo tanto, se unen a D2, D3 y D4, y con frecuencia también a muchos otros receptores como los de la serotonina y la histamina, lo que provoca una variedad de efectos secundarios y los convierte en agentes deficientes para la investigación científica. De manera similar, los agonistas de dopamina de mayor antigüedad indicados para la enfermedad de Parkinson, como la bromocriptina y la cabergolina, son poco selectivos para un receptor de dopamina en comparación con los otros y, aunque la mayoría de estos agentes actúan como agonistas D2, también afectan a otros subtipos del receptor. Sin embargo, ahora están disponibles en el mercado varios ligandos D2 selectivos, y es probable que este número aumente a medida que progrese la investigación en torno al receptor.

### Agonistas
| - Bromocriptina - Cabergolina (Dostinex) - N,N-Propildihidrexidina – análogo del agonista D1/D5 dihidrexidina; selectivo para el receptor D2 postsináptico sobre el autorreceptor D2 presináptico. - Piribedil – también agonista del receptor D3 y antagonista antagonista adrenérgico α2α2 - Pramipexol – también agonista del receptor D3, D4 | - Quinagolida (Norprolac) - Quineloran – afinidad por el D2 > D3 - Quinpirol – también agonista por el receptor D3 - Ropinirol - Sumanirol – altamente selectivo - Talipexol – selectivo para el D2 por encima del resto de los receptores de dopamine, pero también actúa como agonista adrenérgico α2 y antagonista 5-HT3. |

### Agonistas parciales
| - Aplindor - Aripiprazol - Armodafinilo – aunque principalmente se cree que es inhibidor débil de DAT, el armodafinilo también es un agonista parcial D2. - Modafinilo - En su forma pura (R)-(−)-enantiomer - Brexpiprazol - Cariprazina | - GSK-789,472 – Agonista D3 también, con buena selectividad sobre otros receptores - Ketamine (also NMDA antagonist) - 2-Phenethylamine – (también agonista de TAAR1 y antagonista de GABAb con efectos sobre receptores AMPA) - LSD – in vitro, la LSD es agonista parcial y potencia la secreción de prolactina mediada por dopamina en células lactotropas. LSD es también agonista del receptor 5-HT2A. | - OSU-6162 – también es agonista parcial del receptor 5-HT2A, "estabilizador de dopamina" - Roxindol (sobre autorreceptores D2) - RP5063 - Salvinorin A – also κ-opioid agonist. - Memantine – Also NMDA antagonist |

### Antagonistas
| - Antipsicótico atípico (excepto aripiprazol, brexpiprazol, y otros agonistas parciales del receptor D2) - Cinarizina - Cloroetilnorapomorfina - Desmetoxifalliprida - Domperidona – antagonista D2 y D3; no curza la barrera hematoencefálica - Metoclopramida – Antiemético: cruza la barrera hematoencefálica y causa parkinsonismo inducido por fármacos. | - Eticloprida - Falliprida - Hidroxicina (Vistaril, Atarax) - Itoprida - L-741,626 – Antagonista altamente selectivo del D2 - 11C-radiomarcado Raclopride – comúnmente empleado en estudios de tomografía por emisión de positrones - Antipsicótico típico | - SV 293 - Yohimbina - Buspirona D2 Antagonista de los autorreceptores presinápticos D2 (a dosis bajas) y de los receptores postsinápticos D2 (en dosis más altas) D2sh – selectivo (autorreceptores presinápticos) - Amisulprida (a dosis bajas) - UH-232 |

## Interacciones proteína-proteína
Se ha demostrado que el receptor de dopamina D2 interactúa con EPB41L1, PPP1R9B y NCS-1.

### Oligómeros de receptores
El receptor D2 forma heterodímeros de receptor in vivo (es decir, en animales vivos) con otros receptores acoplados a proteína G; estos incluyen:
- Heterómero del receptor de dopamina D1–D 2
- D2 – adenosina A 2A
- D2 - receptor de grelina
- D2sh – TAAR1

Se ha demostrado que el receptor D2 forma heterodímeros in vitro (y posiblemente in vivo) con DRD<sub id="mwAUc">3</sub>, DRD<sub id="mwAUs">5</sub>, y 5-HT2A.